# فاردرين قادر
فاردرين قادر (30 يناير 1987 بملقا في ماليزيا - ) هو لاعب كرة قدم ماليزي في مركز الهجوم. شارك مع منتخب ماليزيا تحت 23 سنة لكرة القدم. أما مع النوادي، فقد لعب مع نادي ترغكانو ونادي سلاغور وSime Darby F.C. ‏ ونادي برليس ‏ وKuala Muda Naza F.C. ‏ ونادي ملقا يونايتد وفيلدا يونايتد ونادي سلاغور الثاني ‏ وهاريماو مودا ب.